# Vermillion (Dakota du Sud)
Pour les articles homonymes, voir Vermillion.
La ville de Vermillion est le siège du comté de Clay, dans l’État du Dakota du Sud, aux États-Unis. Lors du recensement de 2010, sa population s’élevait à 10 571 habitants. La municipalité s'étend sur 4,03 milles carrés (10,44 km2).

## Histoire
La région a été explorée par des trappeurs français à la fin du XVIIIe siècle.
La ville est fondée en 1859. Vermillion semble être le nom donné par les trappeurs français à la peinture rouge utilisée par les amérindiens pour se peindre le visage et qui était tirée des rives de la Vermillion River (en). Selon d'autres versions, le nom de la ville serait d’origine lakota.

## Démographie
| 1880 | 1890  | 1900  | 1910  | 1920  | 1930  |
| ---- | ----- | ----- | ----- | ----- | ----- |
| 714  | 1 496 | 2 188 | 2 187 | 2 590 | 2 850 |

| 1940  | 1950  | 1960  | 1970  | 1980   | 1990   |
| ----- | ----- | ----- | ----- | ------ | ------ |
| 3 324 | 5 337 | 6 102 | 9 128 | 10 136 | 10 034 |

| 2000  | 2010   | - | - | - | - |
| ----- | ------ | - | - | - | - |
| 9 765 | 10 571 | - | - | - | - |

## Enseignement
Vermillion est le siège de l’université du Dakota du Sud.

## Jumelages
- Ratingen (Allemagne)
- Attention  Paimpol (France) est en réalité jumelée à son homonyme  Vermilion (Ohio) (États-Unis), qui borde le Lac Érié.